# Marcell Saß
Marcell Saß (* 1971 in Wilhelmshaven) ist ein deutscher protestantischer Theologe.

## Leben
Von 1992 bis 1998 studierte er evangelische Theologie in Bethel, Hamburg und Münster. Nach der Promotion 2005 zum Dr. theol. (WWU Münster) war er von 2006 bis 2010 wissenschaftlicher Mitarbeiter am Seminar für Praktische Theologie und Religionspädagogik der WWU Münster. Nach der Habilitation 2010 im Fach Religionspädagogik ist er seit 2013 Professor für Praktische Theologie mit dem Schwerpunkt Religionspädagogik in Marburg.
Seine Forschungsschwerpunkte sind Theorie und Praxis religiöser Bildung, (Diskurs-)Geschichte religiöser Bildung, Religionspädagogik und Liturgik, Fachlichkeit und Professionalisierung (ProPraxis), (religiöse) Kommunikation im Wandel: Religion und Digitalisierung, epistemische Grundlagen religiöser Bildung und Theorie und Praxis des kirchlichen Unterrichts.